# Cnemaspis tropidogaster
Espèce
Synonymes
- Gonatodes kandianus forma tropidogaster Boulenger, 1885

Statut de conservation UICN

 DD  : Données insuffisantes
Cnemaspis tropidogaster est une espèce de geckos de la famille des Gekkonidae.

## Répartition
Cette espèce est endémique du Sri Lanka. Des spécimens de l'Inde du Sud ont, par le passé, été rattachés à cette espèce, ils sont désormais rattachés à d'autres espèces.

## Publication originale
- Boulenger, 1885 : Catalogue of the lizards in the British Museum (Natural History) I. Geckonidae, Eublepharidae, Uroplatidae, Pygopodidae, Agamidae, Second edition, London, vol. 1, p. 1-436 (texte intégral).